# Mecysmauchenius platnicki
Mecysmauchenius platnicki är en spindelart som beskrevs av Cristian J. Grismado och Ramírez 2005. Mecysmauchenius platnicki ingår i släktet Mecysmauchenius och familjen Mecysmaucheniidae. Inga underarter finns listade i Catalogue of Life.